# Efialtes (enfermedad)

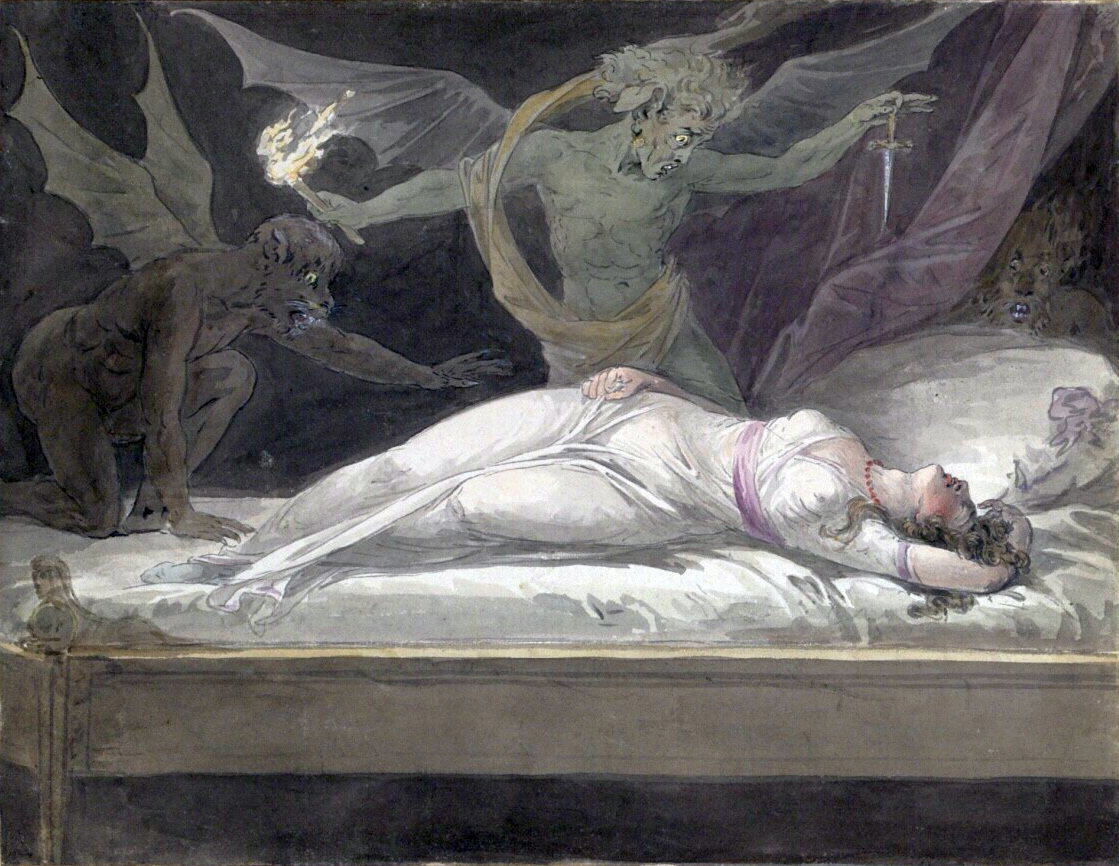
Incubo, 1870

Efialtes (en griego antiguo: Ἐφιάλτης, [singular] ‘el que salta’) es un trastorno de ansiedad identificado como tal por John Bond[¿quién?] en 1753, junto con otros autores de la época, en su tratado "Incubus". El médico griego Galeno en el siglo II a. C. ya había llamado "Efialtes" a las pesadillas.
En la antigua Grecia, efiáltes (ἐφιάλτης o ἐπιάλτης) era el término que designaba a las pesadillas, también consideradas como un "demonio" o "espíritu". Posteriormente se convierte en un referente en la literatura europea: Bernard de Montfaucon, en su obra Antigüedad explicada, menciona a los efialtes o hifialtes (en plural) como equivalente griego de los íncubos y súcubos latinos, espíritus que adoptaban la forma de hombres o mujeres, respectivamente, para atormentar a los humanos introduciéndose en sus sueños.

## Descripción
La idea de un íncubo como un factor causal en pesadillas se deriva de la creencia antigua y popular de que ciertos espíritus, demonios o fantasmas se deslizan durante la noche y se tienden sobre el cuerpo de algún durmiente mientras se encuentra en su cama, con el fin de constreñir el pecho y la respiración, conduciendo a una sensación de sofocación o asfixia. Los episodios suelen ir acompañados de una aterradora pesadilla en la que el durmiente es aplastado, seducido o incluso violado por el efialte (súcubo o íncubo según sea el sexo o la preferencia sexual), algunos episodios son lo suficientemente intensos como para generar una creciente sensación de angustia y desesperación en el durmiente, así algunos pacientes manifiestan sentir que “están a punto de morir”, pero como Bond (quien era también propenso a las pesadillas), declaró: "Tan pronto como se liberan de esa opresión, los pacientes se ven afectados con una fuerte palpitación , gran ansiedad, cansancio y malestar, síntomas que disminuyen gradualmente y son sucedidos por la agradable reflexión de haber escapado a un peligro inminente" (p. 3).

## Diagnóstico
Las efialtes actualmente están reconocidas como una manifestación particular de un episodio de “parálisis del sueño”.

## Somatología (psicología)
Las visiones que suelen acompañar estos episodios son reconocidas con uno de los múltiples nombres asignados a las personificaciones somáticas de las pesadillas; Ephialtes, Tiphys, incubo, súcubo, Inuu y otros, como una representación somática y psicológica del vigor invasivo de una fuerza salvaje e indómita en el páramo del sueño. La interpretación de dicha manifestación está emparentada con la naturaleza pánica que visita al inquieto soñador presa del episodio de la pesadilla. Destaca esa calidad sobrenatural terrestre a la que se adscriben numerosas personificaciones, desde la figura de Dionisos hasta las distintas figuras pánicas. Iconos arquetípicos, rebeldes a cualquier intento de domesticación, propensos a desquiciar a los númenes asociados a la forma y los valores culturales urbanos.
Hay que tener en cuenta que durante el sueño, la membrana cultural que separa al hombre de su animalidad cede y muchos impulsos se liberan, incluidos, por supuesto: los sexuales, por lo que previsible que ciertos apetitos reprimidos pueden aflorar del subconsciente durante el sueño.
Abandonarse al pánico prefigura una invasión arquetípica de una naturaleza fuera de control. Las estructuras racionales y formales que sostienen al ser se desploman para dar paso a un pánico que se origina en los fenómenos naturales. La presencia somática abandona el cuerpo o, de manera equivalente, la sustancia sale de la forma. El inconsciente se desborda y la persona es reclamada por su índole precognitiva.